# Zaraza wierzchołków pędów różanecznika

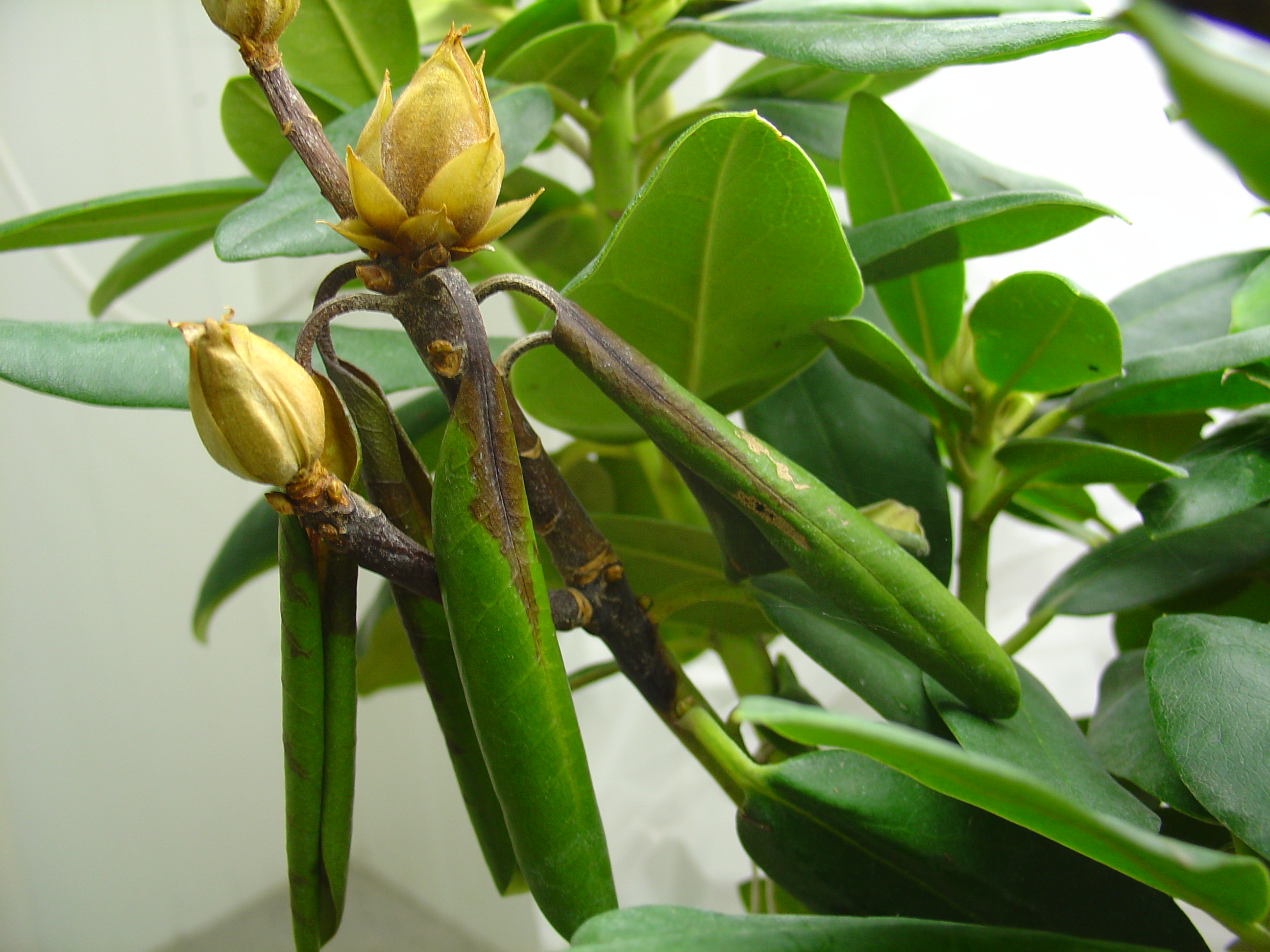

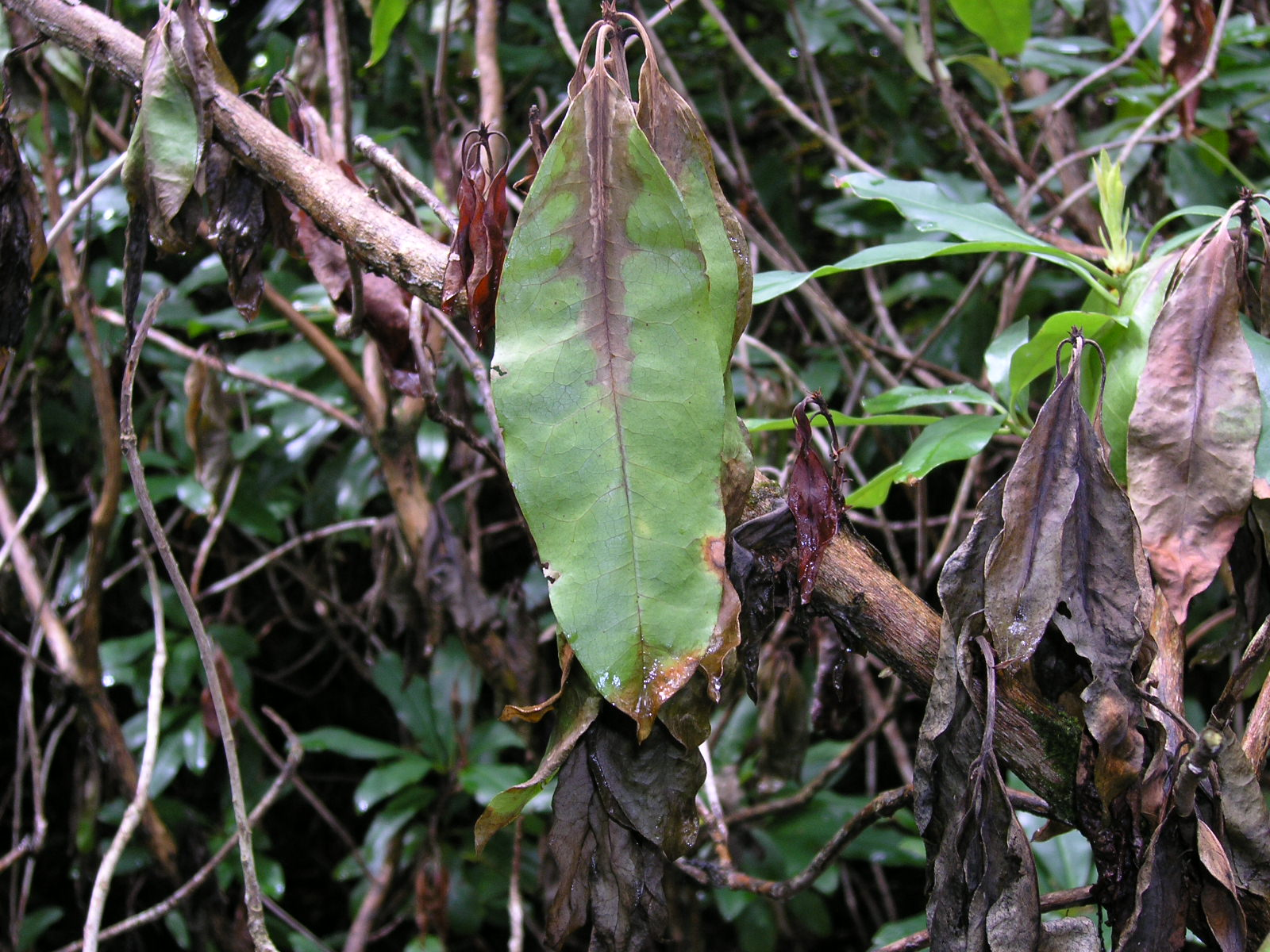

Zaraza wierzchołków pędów różanecznika – choroba różaneczników wywołana przez gatunki z rodzaju Phytophthora zaliczane do grzybopodobnych lęgniowców. Jest to choroba z grupy fytoftoroz.

## Sprawcy choroby
Chorobę wywołuje głównie Phytophthora ramorum, ale także Phytophthora kernoviae i inne gatunki tego rodzaju. Przy rozpoznaniu tych patogenów należy jednak zachować ostrożność. Różaneczniki mogą być atakowane przez inne gatunki patogenów, np. z rodzajów  Glomerella, Botryosphaeria, Botryotinia, które wywołują podobne objawy, lub maskują występowanie Phytophthora. Plamy na liściach mogą być spowodowane także innymi, nieinfekcyjnymi przyczynami – np. brakiem składników pokarmowych lub nieodpowiednim pH.
Od zarazy wierzchołkowej pędów różanecznika należy odróżnić fytoftorozę różanecznika. Jest ona także wywołana przez gatunki z rodzaju Phytophthora, ale inne i atakujące korzenie.

## Objawy
Choroba występuje zarówno w szkółkach, jak i w ogrodach. W odróżnieniu od innych przedstawicieli swojego rodzaju, Phytophthora ramorum najpierw atakuje szczytowe części pędów różanecznika powodując ich zamieranie. Co prawda wykryto ten patogen także w korzeniach i u podstawy pędów, ale nie powoduje on tak jak inne gatunki Phytophthora poważnego dla nich zagrożenia. Porażone pędy różanecznika mają barwę od brunatnej do czarnej od rozwijających się na nich obszarów nekrozy. Zazwyczaj zaczyna się ona na szczycie pędu i rozwija w dół, ale może pojawić się także w innych miejscach pędu lub na pniu. Na porażonym pędzie kambium ulega zniszczeniu. Po usunięciu kory można dostrzec zmianę jego barwy. Jeżeli nekroza powstanie blisko podstawy pędu, wówczas następuje gwałtowne więdnięcie rośliny, której liście zwisają w dół. Bardzo charakterystycznym objawem fytoftorozy różanecznika jest czernienie ogonka liściowego, które rozprzestrzenia się w dół pędu. Wywołana przez chorobę zgnilizna może wzdłuż nerwu głównego rozprzestrzeniać się na blaszkę liściową, powodując jej brązowienie. Liście mogą być porażone przez chorobę niezależnie od pędu.

## Ochrona
Nie należy sadzić różaneczników z objawami tej choroby. Chorych roślin nie można już uleczyć. Należy je usuwać i palić. W miejscu, w którym rosły chore rośliny nie wolno sadzić różaneczników, azalii, cisów, cyprysików, jodeł i sosen. Rosnące w pobliżu inne, zdrowe różaneczniki należy kilkakrotnie profilaktycznie opryskać odpowiednimi fungicydami, najlepiej naprzemiennie z biopreparatami (Biosept 33 SL lub Biochikol 020 PC). Zaleca się podczas sadzenia różaneczników dodawać do gleby przy ich korzeniach żywą grzybnię mikoryzową dla roślin wrzosowatych. Skutecznie zapobiega ona zakażeniu fytoftorozą, a ponadto zwiększa odporność roślin na suszę i niewłaściwe pH gleby.